# Pomnik Niepodległości w Szczecinie

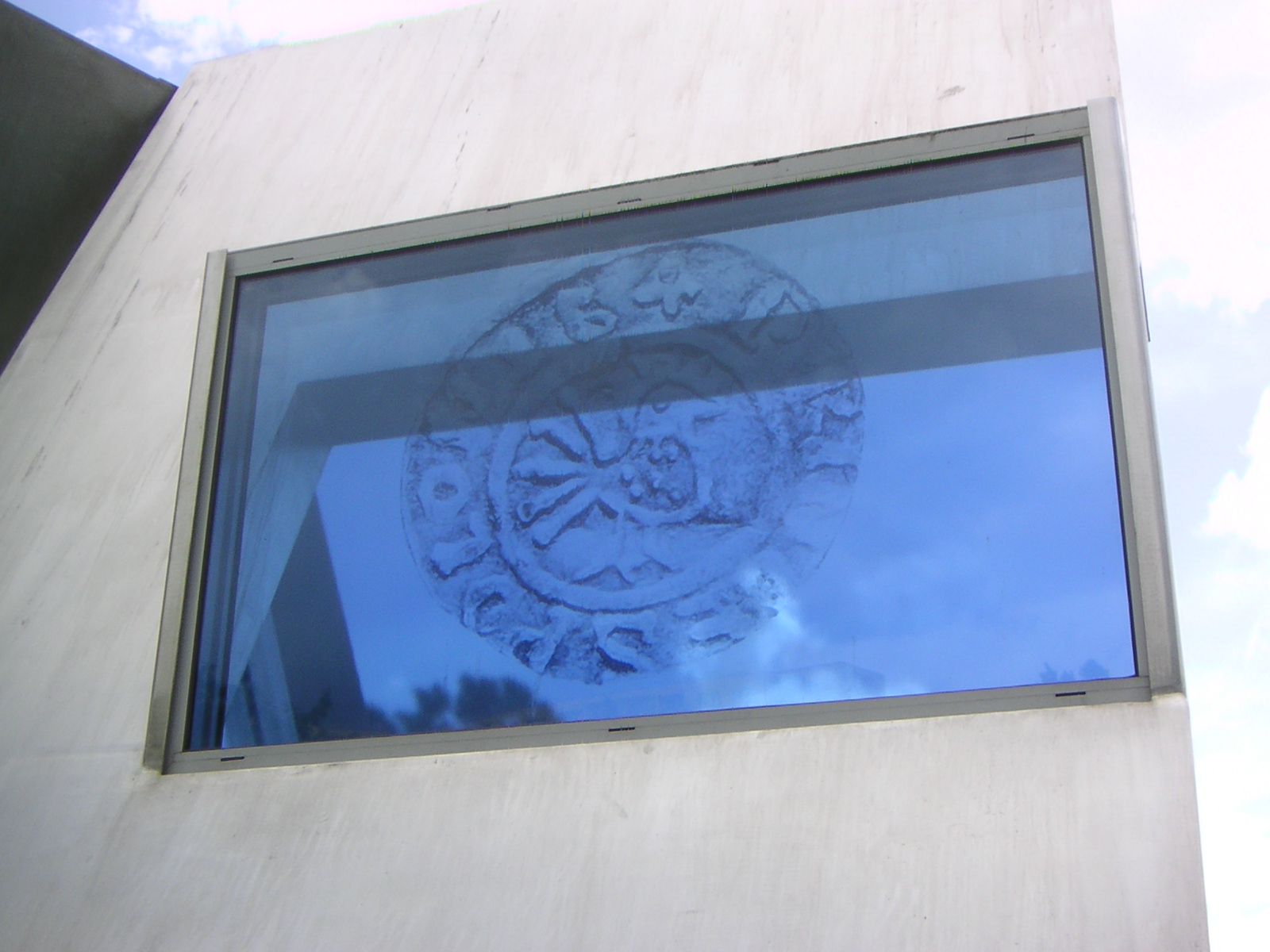
„Okno” z denarem Bolesława Chrobrego

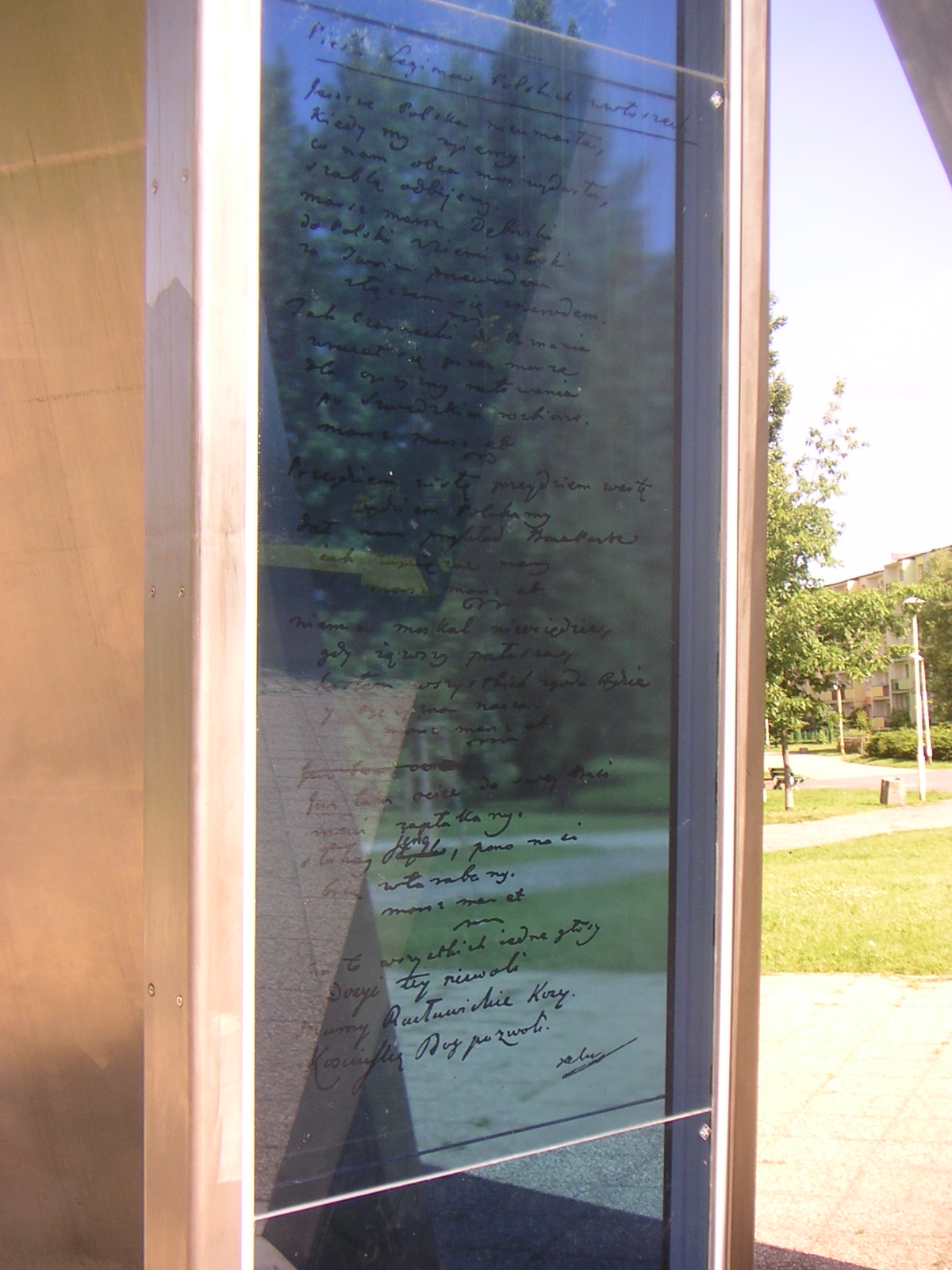
„Okno” z rękopisem Mazurka Dąbrowskiego

Pomnik Niepodległości – Szczecin, osiedle Słoneczne, ul. Jasna 105, 50 m na południe od Rubinowego Stawu, w połowie drogi do szkoły.
Pomnik zaprojektowany przez Grupę nieformalną w składzie: Jerzy T. Lipczyński, Przemysław Biryło, Tomasz Flejterski, Wojciech Kokowski. Kamień węgielny został wmurowany 1 września 1998. Pomnik odsłonięto uroczyście 20 grudnia 2001.
Nowoczesna kompozycja z lśniącej stali i błękitnego szkła. Trzy rozstawione monumentalne płyty (trzy Rzeczypospolite), pochylone ku sobie, górą opierają się o siebie. W płycie północnej, u góry „okno” z denarem Bolesława Chrobrego (pierwowzór godła Polski). W największym „oknie”, w środkowej steli rękopis Mazurka Dąbrowskiego, oraz trzecie, wąskie, pionowe „okno” z nie zapisaną kartą przyszłości. Wszystkie okna wykonane są z błękitnego szkła, w kolorze symbolizującym ciągłość narodu polskiego i myśli niepodległościowej.
Inicjatorami i wykonawcami pomnika byli: płk Stanisław Białek (przewodniczący Społecznego Komitetu Budowy Pomnika Niepodległości) oraz żołnierze 5 Pułku Inżynieryjnego ze Szczecina Podjuch.